# Атенштедт
Атенштедт (нем. Athenstedt) — коммуна в Германии, в земле Саксония-Анхальт.
Входит в состав района Хальберштадт. Подчиняется управлению Харцфорланд-Хю.  Население составляет 431 человек (на 31 декабря 2006 года). Занимает площадь 6,31 км². Официальный код  —  15 3 57 004.